# الثلاسيميا في فلسطين
الثلاسميا هو مرض وراثي يؤثر على قدرة الجسم على إنتاج الهيموغولين السليم، ما يؤدي إلى فقر دم مزمن وتضخم الطحال، ومضاعفات في القلب والكبد. يُعد بيتا- ثلاسيميا أكثر الانواع انتشارًا في فلسطين.

## انتشار المرض في فلسطين
شهدت فلسطين معدلات مرتفعة من مرض الثلاسيميا خلال العقود السابقة، خاصة بسبب زواج الأقارب. في عام 1996 أظهرت دراسة مشتركة مع منظمة الصحة العالمية ان نحو 4% من السكان كانوا حاملين للجين المسبب للمرض.
في عام 2012، انطلقت حملات وطنية للتوعية والتشخيص المبكر، وفي ذلك العام لم تسجل اي حالة ولادة جديدة مصابة بالمرض.
بين عامي 2020 و 2025 تم تسجيل 30 حالة ولادة جديدة، وبالتالي ارتفع عدد المصابين بهذا المرض إلى 866 مريضا، 570 في الضفة الغربية و296 في قطاع غزة، منهم 42 مريضا حالتهم الصحة صعبة وتم تحويلهم إلى مصر ودول أخرى للعلاج.

## دور الجامعات في الحد من انتشاره
ساهمت جامعة بيرزيت بدور ملموس في الحد من انتشار الثلاسيميا وذلك من خلال، دمج المساقات الصحية والتمريضية في التوعية حول المرض.
نظّمت كلية الصيدلة والتمريض حملات توعية وتبرع بالدم بالتعاون مع جمعية أصدقاء مرض الثلاسيميا، شملت محاضرات وورشًا تدريبية لطلبة التمريض عن تشخيص المرض والرعاية الشاملة.
كما دعمت جامعة بيرزيت حملات الفحص قبل الزواج والتثقيف في المدارس والجامعات، ما عزز وعي الشباب وساهم بشكل كبير في الوقاية.

## أثار حرب غزة 2023-2025 على المرضى
خلال العدوان الإسرائيلي على غزة والذي بدأ في أكتوبر 2023، تعرّض النظام الصحي لانهيار شبه تام، وتضررت المستشتفيات، ونفذت مخزونات الأدوية، ونقص كبير في وحدات الدم، مما عرض مرضى الثلاسيميا لمخاطر كبيرة، وقد استشهد 40 مريضاً ومريضة من مرضى الثلاسيميا في القطاع منذ بدء الحرب، جزء منهم بسبب الاهمال ونقص الادوية وجزء بسبب القصف الإسرائيلي.